# Härlunda socken, Småland
Härlunda socken i Småland ingick i Allbo härad i Värend och området ingår sedan 1971 i Älmhults kommun och motsvarar från 2016 Härlunda distrikt i Kronobergs län.
Socknens areal är 130,30 kvadratkilometer, varav land 115,30. År 2000 fanns här 598 invånare. Kyrkbyn Häradsbäck med sockenkyrkan Härlunda kyrka ligger i socknen. 

## Administrativ historik
Härlunda socken bildades omkring 1595 genom en utbrytning ur Västra Torsås socken. 
Vid kommunreformen 1862 övergick socknens ansvar för de kyrkliga frågorna till Härlunda församling och för de borgerliga frågorna till Härlunda landskommun. Genom kommunreformen 1952 uppgick Härlunda landskommun i Almundsryds landskommun, vilken 1958 ombildades till Almundsryds köping. När den sistnämnda 1971 upplöstes, överfördes Härlundadelen till Älmhults kommun. Församlingen uppgick 2018 i Virestad-Härlunda församling.
1 januari 2016 inrättades distriktet Härlunda, med samma omfattning som församlingen hade 1999/2000.  
Socknen har tillhört samma fögderier och domsagor som Allbo härad. De indelta soldaterna tillhörde Kronobergs regemente, Skatelövs kompani.

## Geografi
Härlunda socken ligger vid gränsen till Skåne och består mest av skogsmark, mossar och en mängd små sjöar.

## Fornminnen
En hällkista från stenåldern är känd.

## Namnet
Namnet (1642 Härlunda), taget från kyrkbyn, anses innehålla förledet har, stengrund och ett efterled plural av lund.

### Fotnoter
1. 1 2 3  Svensk Uppslagsbok andra upplagan 1947–1955: Härlunda socken
2. 1 2  Harlén, Hans; Harlén Eivy (2003). Sverige från A till Ö: geografisk-historisk uppslagsbok. Stockholm: Kommentus. Libris 9337075. ISBN 91-7345-139-8
3. ↑  ”Församlingar”. Statistiska centralbyrån. https://www.scb.se/hitta-statistik/regional-statistik-och-kartor/regionala-indelningar/forsamlingar/. Läst 30 december 2022.
4. ↑  Administrativ historik för Härlunda socken (Klicka på församlingsposten). Källa: Nationella arkivdatabasen, Riksarkivet.
5. 1 2  Sjögren, Otto (1931). Sverige geografisk beskrivning del 2 Östergötlands, Jönköpings, Kronobergs, Kalmar och Gotlands län. Stockholm: Wahlström & Widstrand. Libris 9939
6. 1 2 3  Nationalencyklopedin
7. ↑  Fornlämningar, Statens historiska museum: Härlunda socken, Småland
8. ↑  Fornminnesregistret, Riksantikvarieämbetet: Härlunda socken, Småland Fornminnen i socknen erhålls på kartan genom att skriva in sockennamn (utan "socken") i "Ange geografiskt område"